# Ribarrouy
Ribarrouy is een gemeente in het Franse departement Pyrénées-Atlantiques (regio Nouvelle-Aquitaine) en telt 81 inwoners (2009). De plaats maakt deel uit van het arrondissement Pau.

## Geografie
De oppervlakte van Ribarrouy bedraagt 2,3 km², de bevolkingsdichtheid is dus 35,2 inwoners per km².
De onderstaande kaart toont de ligging van Ribarrouy met de belangrijkste infrastructuur en aangrenzende gemeenten.

## Demografie
Onderstaande figuur toont het verloop van het inwonertal (bron: INSEE-tellingen).